# リッチ・ソマー
リッチ・ソマー（Rich Sommer、1978年2月2日 - ）は、アメリカ合衆国の俳優、声優。
オハイオ州トレド出身。ケース・ウェスタン・リザーブ大学卒業後、アメリカ最古のスケッチ・コメディや即興劇のワークショップBrave New Workshopで即興を学んだ。
主にテレビドラマ中心をに出演、『マッドメン』のハリー・クレイン役で知られる。また、テレビアニメやビデオゲームの声優としても活動している。

## 主な出演作品

### 映画
- プラダを着た悪魔 The Devil Wears Prada (2006)
- セレステ∞ジェシー Celeste & Jesse Forever (2012)
- ドリスの恋愛妄想適齢期 Hello, My Name Is Doris (2015)
- LBJ ケネディの意志を継いだ男 LBJ (2016)
- ガールフレンドデー Girlfriend's Day (2017)
- サマー・オブ・84 Summer of 84 (2018)
- 意表をつくアホらしい作戦 A Futile and Stupid Gesture (2018)
- ドリームプラン King Richard (2021)

### テレビドラマ
- ロー&オーダー Law & Order (2007-2009)
- マッドメン Mad Men (2007-2015)
- WITHOUT A TRACE/FBI 失踪者を追え! Without a Trace (2008)
- The Office The Office (2008)
- エンド・オブ・トゥモロー The Storm (2009) ミニシリーズ
- アグリー・ベティ Ugly Betty (2010)
- バーン・ノーティス 元スパイの逆襲 Burn Notice (2010)
- CSI:科学捜査班 CSI: Crime Scene Investigation (2011)
- NIKITA / ニキータ Nikita (2011)
- ラリーのミッドライフ★クライシス Curb Your Enthusiasm (2011)
- LAW & ORDER:性犯罪特捜班 Law & Order: Special Victims Unit (2012)
- エレメンタリー ホームズ&ワトソン in NY Elementary (2013-2018)
- ウェット・ホット・アメリカン・サマー: キャンプ1日目 Wet Hot American Summer: First Day of Camp (2015) ミニシリーズ
- グレイズ・アナトミー 恋の解剖学 Grey's Anatomy (2016)
- マスターズ・オブ・セックス Masters of Sex (2016)
- LOVE ラブ Love (2016-2017)
- ウェット・ホット・アメリカン・サマー: あれから10年 Wet Hot American Summer: Ten Years Later (2017) ミニシリーズ
- GLOW: ゴージャス・レディ・オブ・レスリング GLOW (2017-2019)
- FBI: 特別捜査班 FBI (2019)
- イン・ザ・ダーク In the Dark (2019-2020)
- ドロップアウト シリコンバレーを騙した女 The Dropout (2022) ミニシリーズ

### 声優
- L.A.ノワール L.A. Noire (2011) ビデオゲーム
- ザ・シンプソンズ The Simpsons (2015) テレビアニメ
- アドベンチャー・タイム Adventure Time (2016) テレビアニメ
- アバローのプリンセス エレナ Elena of Avalor (2016-2020) テレビアニメ
- レギュラーSHOW〜コリない2人〜 Regular Show (2015-2017) テレビアニメ
- コードギアス 反逆のルルーシュ CODE GEASS Lelouch of the Rebellion (2019) テレビアニメ ※英語版
- Half-Life: Alyx Half-Life: Alyx (2020) ビデオゲーム
- FはFamilyのF F Is for Family (2020) Webアニメ
- そんな感じ Close Enough (2020-2022) テレビアニメ
- ファイヤーバディ Firebuds (2022) テレビアニメ
- アリスとふしぎのくにのベーカリー Alice's Wonderland Bakery (2022-2023) テレビアニメ